# Phyllobius
Phyllobius es un género de escarabajos de la familia Curculionidae.

## Especies
- Phyllobius achardi
- Phyllobius aetolicus
- Phyllobius altaicus
- Phyllobius alternans
- Phyllobius annectens
- Phyllobius arborator
- Phyllobius argentatus
- Phyllobius armatus
- Phyllobius armeniacus
- Phyllobius atlasicus
- Phyllobius baicalicus
- Phyllobius ballionis
- Phyllobius banghaasi
- Phyllobius betulinus
- Phyllobius brenskei
- Phyllobius brevis
- Phyllobius bulgaricus
- Phyllobius calcaratus
- Phyllobius cambyses
- Phyllobius canus
- Phyllobius cervinus
- Phyllobius circassicus
- Phyllobius claviger
- Phyllobius confusus
- Phyllobius contemptus
- Phyllobius crassipes
- Phyllobius crassus
- Phyllobius cupreoaureus
- Phyllobius cylindricollis
- Phyllobius dahli
- Phyllobius dalabanus
- Phyllobius delagrangei
- Phyllobius derjugini
- Phyllobius deyrollei
- Phyllobius dispar
- Phyllobius emeryi
- Phyllobius emgei
- Phyllobius emmrichi
- Phyllobius eques
- Phyllobius etruscus
- Phyllobius euchromus
- Phyllobius exaequatus
- Phyllobius farinosus
- Phyllobius femoralis
- Phyllobius festae
- Phyllobius flecki
- Phyllobius fulvago
- Phyllobius fulvagoides
- Phyllobius fumigatus
- Phyllobius ganglbaueri
- Phyllobius globicollis
- Phyllobius gomadanensis
- Phyllobius granicollis
- Phyllobius grubovi
- Phyllobius grunini
- Phyllobius haberhaueri
- Phyllobius harlachingensis
- Phyllobius helenae
- Phyllobius hirtipennis
- Phyllobius hiurai
- Phyllobius hochhuthi
- Phyllobius ichihashii
- Phyllobius incomptus
- Phyllobius insidiosus
- Phyllobius insulanus
- Phyllobius italicus
- Phyllobius jacobsoni
- Phyllobius japonicus
- Phyllobius kajigamori
- Phyllobius kannohi
- Phyllobius kantoensis
- Phyllobius karamanensis
- Phyllobius kaszabi
- Phyllobius kerzhneri
- Phyllobius kolymensis
- Phyllobius korbi
- Phyllobius kozlovi
- Phyllobius kuldzhanus
- Phyllobius kumanoensis
- Phyllobius kurosonensis
- Phyllobius lateralis
- Phyllobius lederi
- Phyllobius lenkoranus
- Phyllobius leonhardi
- Phyllobius leonisi
- Phyllobius lewisi
- Phyllobius litoralis
- Phyllobius lodosi
- Phyllobius logunovi
- Phyllobius longipilis
- Phyllobius lukjanovitshi
- Phyllobius maculicornis
- Phyllobius maculosus
- Phyllobius meschniggi
- Phyllobius mixtus
- Phyllobius mongolicus
- Phyllobius montanus
- Phyllobius nigrofasciatus
- Phyllobius noesskei
- Phyllobius nudiamplus
- Phyllobius oblongus
- Phyllobius obovatus
- Phyllobius obscuripes
- Phyllobius occidentalis
- Phyllobius pallidipennis
- Phyllobius pallidus
- Phyllobius parcus
- Phyllobius parviceps
- Phyllobius parvicollis
- Phyllobius pellitus
- Phyllobius peneckei
- Phyllobius perspicillatus
- Phyllobius pesarinii
- Phyllobius picipes
- Phyllobius pilicornis
- Phyllobius pilidorsum
- Phyllobius pilipes
- Phyllobius pomaceus
- Phyllobius potanini
- Phyllobius profanus
- Phyllobius prolongatus
- Phyllobius przewalskii
- Phyllobius pubipennis
- Phyllobius pyri
- Phyllobius quercicola
- Phyllobius raverae
- Phyllobius reicheidius
- Phyllobius rhodopensis
- Phyllobius roboretanus
- Phyllobius rochati
- Phyllobius romanus
- Phyllobius roseipennis
- Phyllobius rotundicollis
- Phyllobius russicus
- Phyllobius sahlbergi
- Phyllobius sauricus
- Phyllobius schatzmayri
- Phyllobius seladonius
- Phyllobius shigematsui
- Phyllobius solarii
- Phyllobius solskyi
- Phyllobius squamosus
- Phyllobius subdentatus
- Phyllobius subnudus
- Phyllobius thalassinus
- Phyllobius transsylvanicus
- Phyllobius tridentinus
- Phyllobius tuberculifer
- Phyllobius tuvensis
- Phyllobius valonensis
- Phyllobius verae
- Phyllobius versipellis
- Phyllobius vespertinus
- Phyllobius virens
- Phyllobius virideaeris
- Phyllobius viridicollis
- Phyllobius wittmeri
- Phyllobius xanthocnemus
- Phyllobius zherichini